# Peterborough (New Hampshire)
Peterborough – miasto w Stanach Zjednoczonych, w stanie New Hampshire, w hrabstwie Hillsborough.